# 국무원 (교황청)
국무원(國務院, 라틴어: Secretaria Status seu Papalis)은 로마 가톨릭교회의 정부인 교황청에서 가장 오래된 기관이다. 1967년 교황 바오로 6세에 의해 개헌되기 전까지는 특무성성(特務聖省)으로 불렸다. 현재 국무원장 추기경은 피에트로 파롤린 추기경이며, 바티칸 시국과 성좌의 모든 정치적·외교적 업무를 맡고 있다. 국무원은 국무부와 외무부 등 두 개의 부서로 나뉘어 있으며, 각각 교황청의 안팎의 역할을 담당하고 있다.

## 국무부
대통령 비서실 격인 국무부(國務部, Secretariatus Intimus)는 교회의 일반적인 경영을 다루고 있다. 바티칸에서 국무부는 교황청의 활동을 계획하고 교황청에 근무하는 모든 직원들의 인사문제, 교황의 공문서 발표, 교황의 옥새인 어부의 반지 보관, 주교황청대사관들과의 관계 등을 취급하며, 공식 보도를 발표한다. 국외로는 세계 곳곳에 있는 대사들과 지역 교회에 관한 활동을 체계화하는 것에 대한 책임을 지고 있다.
국무부장은 대주교가 맡는 것이 관례이며, 종종 바티칸의 교황 비서실장이라고 불린다.

## 외무부
외무부(外務部, Consilium pro Publicis Ecclesiae Negotiis)는 성좌와 세속 정부들과의 관계를 책임지고 있다. 외무부 장관은 각국 정부에 있는 대사들의 보고를 받으며, 다른 나라와의 협약과 조약에 참여하며, 국제기구(예컨대 국제연합)에서 성좌를 대표한다. 또한, 동방교회성과 함께 로마와 친교를 나누는 여러 지역 교회의 편성에 관여한다. 그리고 주교성과 함께 지역 교구의 교구장 선정에도 관여한다.
외무부장도 역시 대주교가 맡는 것이 관례이다.

## 같이 보기
- (영어) 국무원 기가 가톨릭의 정보
- (영어) 바티칸 국무원 소개문
- (영어) 교황의 팀: 교황청 국무원, 가톨릭 문화